# Victoria (Teksas)
Victoria – miasto w Stanach Zjednoczonych, w stanie Teksas, stolica hrabstwa Victoria. Nazwane na cześć Guadalupe Victorii, pierwszego prezydenta Meksyku.

## Demografia
Według przeprowadzonego przez United States Census Bureau spisu powszechnego w 2010 miasto liczyło 62 592 mieszkańców, co oznacza wzrost o 3,3% w porównaniu do roku 2000. Natomiast skład etniczny w mieście wyglądał następująco: Biali 76,2%, Afroamerykanie 7,7%, Azjaci 1,4%, pozostali 14,7%. Kobiety stanowiły 52,0% populacji.